# United Nations Truce Supervision Organization

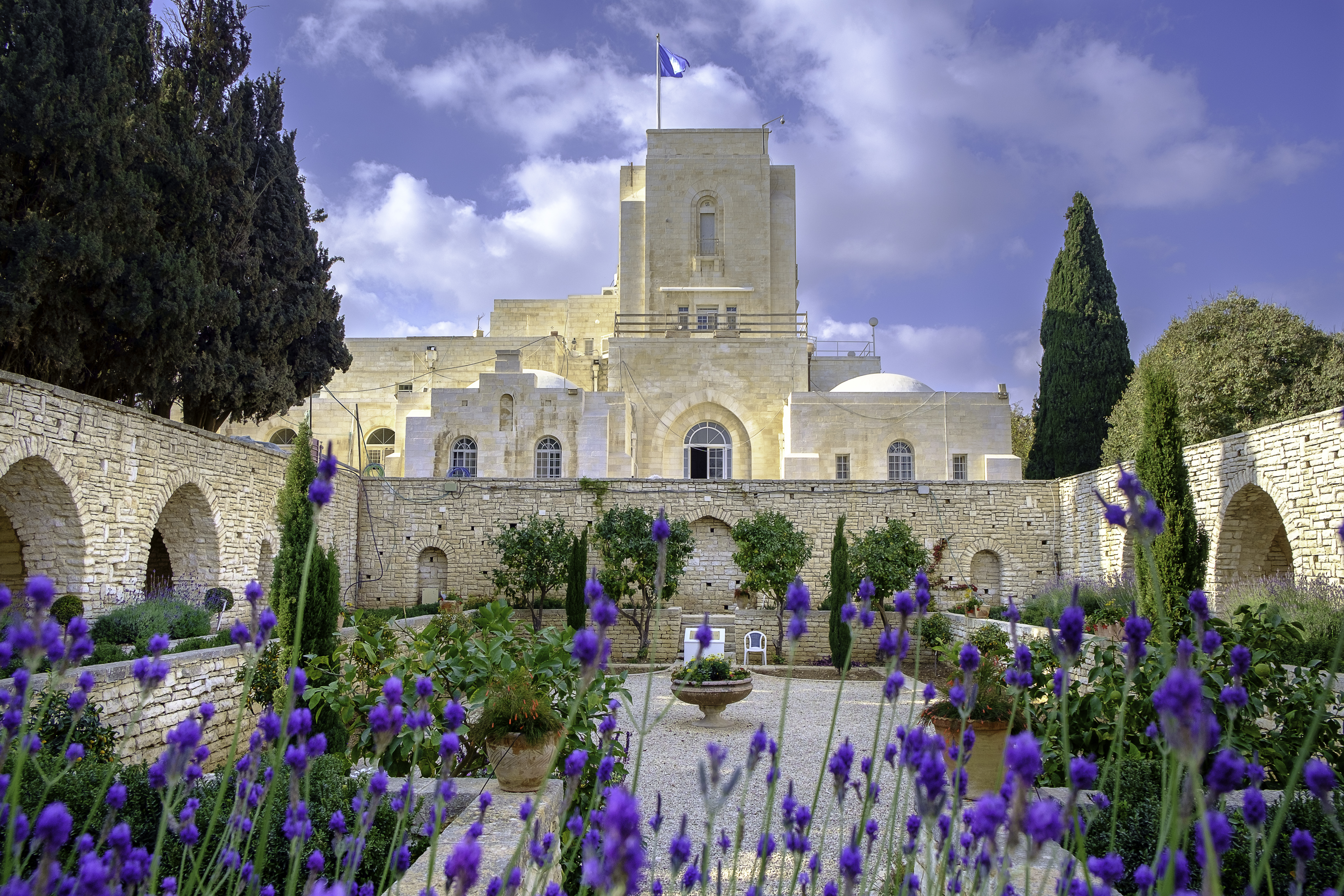
UNTSO-Hauptverwaltung im Government House in Armon Hanatziv (Jerusalem)

Die United Nations Truce Supervision Organization (UNTSO, deutsch: Organisation der Vereinten Nationen zur Überwachung des Waffenstillstands), gegründet 1948, ist eine noch andauernde Friedensmission der Vereinten Nationen zur Wahrung des Waffenstillstandes im Nahen Osten. Sie entstand aus der am 29. Mai 1948 verabschiedeten UN-Resolution 50 des UN-Sicherheitsrates.

## Hintergrund
Aufgrund der starken Unruhen nach der Gründung Israels am 14. Mai 1948 rief der UN-Sicherheitsrat die israelischen und arabischen Kriegsparteien noch im selben Monat zur Waffenruhe auf. Zur Durchsetzung entsandte er die militärische Beobachtermission UNTSO, deren Stationierung von beiden Seiten zugestimmt wurde. Die ersten UN-Friedenstruppen erreichten das Gebiet nach dem Palästinakrieg 1949. In der Folge wurde immer wieder versucht, die kurzfristigen Waffenruhen zu verlängern. Dies ist auch heute noch die Aufgabe der Mission, die sich mittlerweile über Ägypten, Israel, Jordanien, Libanon und Syrien erstreckt.
Während der Kriege in den Jahren 1956, 1967 und 1973 änderten sich die Aufgaben kaum. Als Folge des Jom-Kippur-Krieges im Oktober 1973 und der anschließenden Truppentrennungs-Abkommen zwischen Israel und Ägypten bzw. Syrien änderten sich die Aufgaben der UNTSO.  Seitdem sind die Beobachter in die UNDOF auf den Golan-Höhen, in Ismailia (Ägypten) und in die UNIFIL im Libanon integriert. Die Büros befinden sich in Jerusalem, Beirut und Damaskus.

## Beteiligte Länder
Argentinien, Australien, Belgien, Bhutan, Chile, Volksrepublik China, Dänemark, Estland, Fidschi, Finnland, Frankreich, Gambia, Indien, Irland, Kanada, Nepal, Neuseeland, Niederlande, Norwegen, Österreich,  Polen, Russische Föderation, Schweden, Schweiz, Serbien, Slowakische Republik, Slowenien, Vereinigte Staaten von Amerika.

## Personal, Budget, Verluste
- Personal: 153 Militärbeobachter (unterstützt von 91 internationalen und 153 lokalen Zivilisten). Das UN-Mandat erlaubt bis zu 259 Militärbeobachter.
- Stabschef: Divisionär Patrick Gauchat (Schweiz).
- Budget: 74,29 Millionen Dollar (Doppelhaushalt 2014–2015)
- Verluste: 18 Militärs, 18 Militärbeobachter, 8 internationale Zivilisten, 6 lokale Zivilisten

### Commanders (Chief of Staff) of UNTSO
| Nr. | Dienstgrad und Name                        | Herkunftsland      | Beginn der Berufung | Ende der Berufung | Bemerkungen                            |
| --- | ------------------------------------------ | ------------------ | ------------------- | ----------------- | -------------------------------------- |
| 1.  | Oberst Thord Bonde                         | Schweden           | Mai 1948            | Juli 1948         |                                        |
| 2.  | Generalmajor Åge Lundström                 | Schweden           | Juli 1948           | Sep. 1948         |                                        |
| 3.  | Generalleutnant William E. Riley           | Vereinigte Staaten | Sep. 1948           | Juli 1953         |                                        |
| 4.  | Generalmajor Vagh Bennike                  | Dänemark           | Juli 1953           | Aug. 1954         |                                        |
| 5.  | Generalleutnant Eedson Louis Millard Burns | Kanada             | Aug. 1954           | Nov. 1956         |                                        |
| 6.  | Oberst Byron V. Leary                      | Vereinigte Staaten | Nov. 1956           | März 1958         |                                        |
| 7.  | Generalleutnant Carl von Horn              | Schweden           | März 1958           | Juli 1960         |                                        |
| 8.  | Oberst R.W. Rickert                        | Vereinigte Staaten | Juli 1960           | Dez. 1960         |                                        |
| 9.  | Generalleutnant Carl von Horn              | Schweden           | Jan. 1961           | Mai 1963          |                                        |
| 10. | Generalleutnant Odd Bull                   | Norwegen           | Mai 1963            | Juli 1970         |                                        |
| 11. | Generalleutnant Ensio Siilasvuo            | Finnland           | Juli 1970           | Okt. 1973         |                                        |
| 12. | Oberst Richard Bunworth                    | Irland             | Okt. 1973           | März 1974         |                                        |
| 13. | Generalmajor Bengt Liljestrand             | Schweden           | März 1974           | Aug. 1975         |                                        |
| 14. | Oberst Keith D. Howard                     | Australien         | Sep. 1975           | Dez. 1975         |                                        |
| 15. | Generalmajor Emmanuel Erskine              | Ghana              | Jan. 1976           | März 1978         |                                        |
| 16. | Generalleutnant William O’Callaghan        | Irland             | Apr. 1978           | Juni 1979         |                                        |
| 17. | Oberst O. Forsgren                         | Schweden           | Juni 1979           | Jan. 1980         |                                        |
| 18. | Generalmajor Erkki R. Kaira                | Finnland           | Feb. 1980           | Feb. 1981         |                                        |
| 19. | Generalmajor Emmanuel Erskine              | Ghana              | Feb. 1981           | Mai 1986          |                                        |
| 20. | Generalleutnant William O’Callaghan        | Irland             | Mai 1986            | Juni 1987         |                                        |
| 21. | Generalleutnant Martin O. Vadset           | Norwegen           | Juni 1987           | Okt. 1990         |                                        |
| 22. | Generalmajor Hans Christensen              | Finnland           | Okt. 1990           | Okt. 1992         |                                        |
| 23. | Generalmajor Krisna Thapa                  | Nepal              | Okt. 1992           | Dez. 1993         | Später auch Force Commander UNIKOM     |
| 24. | Oberst John Fisher                         | Neuseeland         | Dez. 1993           | Apr. 1994         |                                        |
| 25. | Oberst Luc Bujold                          | Kanada             | Apr. 1994           | Juni 1995         |                                        |
| 26. | Oberst Jaakko Oksanen                      | Finnland           | Juni 1995           | Sep. 1995         |                                        |
| 27. | Generalmajor Rufus Kupolati                | Nigeria            | Sep. 1995           | März 1998         |                                        |
| 28. | Generalmajor Tim Ford                      | Australien         | Apr. 1998           | März 2000         |                                        |
| 29. | Generalmajor Franco Ganguzza               | Italien            | Apr. 2000           | März 2000         |                                        |
| 30. | Generalmajor Carl Dodd                     | Irland             | März 2000           | Sep. 2004         |                                        |
| 31. | Generalmajor Clive Lilley                  | Neuseeland         | Nov. 2004           | Nov. 2006         |                                        |
| 32. | Generalmajor Ian Gordon                    | Australien         | Nov. 2006           | Feb. 2008         |                                        |
| 33. | Generalmajor Robert Mood                   | Norwegen           | Feb. 2008           | Apr. 2011         |                                        |
| 34. | Generalmajor Juha Kilpiä                   | Finnland           | Mai 2011            | Juni 2013         |                                        |
| 35. | Generalmajor Michael Finn                  | Irland             | Juli 2013           | Juli 2015         |                                        |
| 36. | Generalmajor Dave Gawn                     | Neuseeland         | Sep. 2015           | Juli 2017         |                                        |
| 37. | Generalmajor (w) Kristin Lund              | Norwegen           | Okt. 2017           | Okt. 2021         | Zuvor bereits Force Commander UNFICYP. |
| 38. | Divisionär Patrick Gauchat                 | Schweiz            | Okt. 2021           | amtierend         |                                        |